# U-178
U-178 — большая океанская немецкая подводная лодка типа IXD2 времён Второй мировой войны. Заказ на постройку субмарины был отдан 28 мая 1940 года. Лодка была заложена 24 декабря 1940 года на верфи компании АГ Везер в Бремене под строительным номером 1018, спущена на воду 25 октября 1941 года, вошла в строй 14 февраля 1942 года под командованием фрегаттен-капитана Ганса Ибеккена.

## Командиры лодки
- 14 февраля 1942 года — 21 февраля 1943 года — фрегаттен-капитан Ганс Ибеккен
- 22 февраля 1943 года — 25 ноября 1943 года — корветтен-капитан Вильгельм Доммес
- 25 ноября 1943 года — 25 августа 1944 года — капитан-лейтенант Вильгельм Спар

## Флотилии
- 14 февраля 1942 года — 31 августа 1942 года — 4-я флотилия (учебная)
- 1 сентября 1942 года — 31 октября 1942 года — 10-я флотилия
- 1 ноября 1942 года — 1 августа 1944 года — 12-я флотилия

## Боевая служба
Лодка совершила 3 боевых похода, потопила 13 судов суммарным водоизмещением 87 030 брт, одно судно повредила (6 348 брт). Затоплена 25 августа 1944 года в Бордо, так как не была готова выйти в море при эвакуации. Поднята и разделана на металл в 1947 году.